# 彼得·克尼曼
彼得·杰拉尔德·巴塞洛米厄斯·克尼曼（英語：Pieter Gerald Bartholomeusz Keuneman，1917年10月3日—1997年1月3日），伯格人，锡兰（斯里兰卡）左翼政治人物。

## 生平
1917年10月3日出生于英屬錫蘭科伦坡。父亲亚瑟·埃里克·克尼曼是最高法院法官，母亲来自康提的富有医生家庭。他早年就读于科伦坡皇家学院，曾任校文学协会主席。1935年在劍橋大學彭布羅克學院进修，在遍读马克思和列宁的作品后，成为了坚定的共产主义者。期间曾短暂担任《每日快報》编辑。获得历史学、社会学和英语文学荣誉学位。毕业后游历瑞士、法国、意大利和爱尔兰等国。在瑞士与犹太人赫迪·斯塔德伦（Hedi Stadlen）结婚。
回国后担任报纸编辑，1940年11月参与了锡兰联合社会党的创建。1943年参与了锡兰共产党的创建，任首任书记。1964年锡兰共产党分裂后，仍任书记。1972年8月更名斯里兰卡共产党。1984年起担任主席。1947年至1977年一直是议会议员。1970年至1977年出任班达拉奈克联合阵线政府的住房和建设部长。
1956年、1960年访中。1986年12月25日，克尼曼率领斯里兰卡共产党中央代表团再次访问中国，在中南海与胡耀邦举行会见。两党恢复了中断20年的关系。12月26日访问上海。
1987年10月3日获授捷克斯洛伐克友谊勋章。